# Judo vid olympiska sommarspelen 1988
Resultat från tävlingarna i judo under olympiska sommarspelen 1988.

## Medaljsummering

### Medaljtabell
| Pl.    | Nation         | Guld | Silver | Brons | Totalt |
| ------ | -------------- | ---- | ------ | ----- | ------ |
| 1      | Sydkorea       | 2    | 0      | 1     | 3      |
| 2      | Polen          | 1    | 1      | 0     | 2      |
| 3      | Japan          | 1    | 0      | 3     | 4      |
| 4      | Frankrike      | 1    | 0      | 1     | 2      |
| 5      | Österrike      | 1    | 0      | 0     | 1      |
| 5      | Brasilien      | 1    | 0      | 0     | 1      |
| 7      | Östtyskland    | 0    | 2      | 1     | 3      |
| 8      | Västtyskland   | 0    | 2      | 0     | 2      |
| 9      | Sovjetunionen  | 0    | 1      | 4     | 5      |
| 10     | USA            | 0    | 1      | 1     | 2      |
| 11     | Belgien        | 0    | 0      | 1     | 1      |
| 11     | Storbritannien | 0    | 0      | 1     | 1      |
| 11     | Nederländerna  | 0    | 0      | 1     | 1      |
| Totalt | Totalt         | 7    | 7      | 14    | 28     |

### Herrar
| Event                               | Guld                         | Silver                           | Brons                             |
| Extra lättvikt (60 kg) Detaljer...  | Kim Jae-Yup Sydkorea         | Kevin Asano USA                  | Shinji Hosokawa Japan             |
| Extra lättvikt (60 kg) Detaljer...  | Kim Jae-Yup Sydkorea         | Kevin Asano USA                  | Amiran Totikasjvili Sovjetunionen |
| Halv lättvikt (65 kg) Detaljer...   | Lee Kyung-Keun Sydkorea      | Janusz Pawłowski Polen           | Bruno Carabetta Frankrike         |
| Halv lättvikt (65 kg) Detaljer...   | Lee Kyung-Keun Sydkorea      | Janusz Pawłowski Polen           | Yosuke Yamamoto Japan             |
| Lättvikt (71 kg) Detaljer...        | Marc Alexandre Frankrike     | Sven Loll Östtyskland            | Mike Swain USA                    |
| Lättvikt (71 kg) Detaljer...        | Marc Alexandre Frankrike     | Sven Loll Östtyskland            | Georgj Tenadze Sovjetunionen      |
| Halv mellanvikt (78 kg) Detaljer... | Waldemar Legień Polen        | Frank Wieneke Västtyskland       | Torsten Bréchôt Östtyskland       |
| Halv mellanvikt (78 kg) Detaljer... | Waldemar Legień Polen        | Frank Wieneke Västtyskland       | Basjir Varaev Sovjetunionen       |
| Mellanvikt (86 kg) Detaljer...      | Peter Seisenbacher Österrike | Vladimir Sjestakov Sovjetunionen | Akinobu Osako Japan               |
| Mellanvikt (86 kg) Detaljer...      | Peter Seisenbacher Österrike | Vladimir Sjestakov Sovjetunionen | Ben Spijkers Nederländerna        |
| Halv tungvikt (95 kg) Detaljer...   | Aurélio Miguel Brasilien     | Marc Meiling Västtyskland        | Dennis Stewart Storbritannien     |
| Halv tungvikt (95 kg) Detaljer...   | Aurélio Miguel Brasilien     | Marc Meiling Västtyskland        | Robert Van de Walle Belgien       |
| Tungvikt (+95 kg) Detaljer...       | Hitoshi Saito Japan          | Henry Stöhr Östtyskland          | Cho Yong-Chul Sydkorea            |
| Tungvikt (+95 kg) Detaljer...       | Hitoshi Saito Japan          | Henry Stöhr Östtyskland          | Grigorj Veritjev Sovjetunionen    |